# کنستانتین بریلیاکوف
کنستانتین بریلیاکوف (انگلیسی: Konstantin Bryliakov؛ زادهٔ ۱ ژوئن ۱۹۷۷) دانشمند در زمینه شیمی‌فیزیک اهل اتحاد جماهیر شوروی سوسیالیستی است.